# Мочика (язык)
Язык мочи́ка (также известен как юнга, юнка, чиму, му́чик) относился к чимуанским языкам. В древности он был распространён вдоль северного побережья Перу и на некоторых землях далее. Являлся изолированным языком. Впервые задокументирован в 1607 году. В 1644 году священник и викарий из Сан-Мартин-де-Реке Фернандо де ла Каррера Даса издал грамматику «Arte de la lengua yunga». Продолжал оставаться живым языком в XVII и XVIII веках. К концу XIX века на нём говорит лишь несколько стариков в деревнях около Чиклайо. Последний носитель умер около 1920 года, однако отдельные фразы и слова продолжали использоваться местными жителями до 1960-х гг.

## Границы распространения мочика
Мочика использовался в долинах от Пайхан и Пакасмайо до Мотупе, его диалект или даже другой язык (неродственный) кингнам — от Пайхан и Пакасмайо до Лимы). Границы между ними проходили по долине Чикама — с одной стороны, и долине Пакасмайо — с другой. Как указывал Антонио де Каланча: «язык у них замысловатый и непонятный». На обоих языках между долинами велась торговля и сделки. У языка кингнам был вариант — Пескадора (у Каланчи обозначается, как «в основном тот же», но «очень гортанный», но для испанцев так лишь могло ошибочно казаться)
На севере от мочика располагались языки: ольмос, сечура, катакаос (тальян).
Язык мочика имел хождение среди носителей культуры Мочика (Моче), а также позднейших Чимора (Чиму) и Сикана.

## Лингвистическая характеристика
По сведениям де ла Карреры, с детства выучившего этот язык в селении Ламбайеке, мочика — «наиболее распространенный и наиболее изысканный язык долин этого епископства Трухильо… он очень сложен и жесткого произношения». На 1644 год на этом языке говорило 40000 человек.
На этом языке, как предполагается, говорили двумя различными способами: красочно, собственно, у рыбаков побережья, а также изысканно и пышно, когда речь шла о составлении речей.
Согласно проведенным исследованиям языка в 1920 и 1936, по сравнению с 1644 годом произношение и значения 174 сравниваемых слов изменилось существенно.

### Фонетика
В мочика не существовало звуков b, j, k, w, а также известно, что некоторые звуки были другими (по сравнению с испанским): один гласный и один согласный.
Гласных было шесть: отсутствовавший гласный Каррера обозначил как латинское «ae», звучавшее как «eu».
Согласный, отсутствовавший в испанском, был «ch», но буква h перевёрнута, похоже звучало как «ку» или «ч». Особыми звуками были: lzh- xll- rv- ss- aio- ng- c- x.

### Морфология

#### Части речи

##### Числительное
Счет от 1 до 10 был таким:
- один: onaec, oncaero;
- два: aput, aputaero;
- три: copaet, coptaero;
- четыре: nopaet, noptaero;
- пять: exllamaetzh, exllmaetzhaero;
- шесть: tzhaxlltzha, tzhaclltzhango;
- семь: ñite, ñitengo;
- восемь: langaess, langaessaere;
- девять: tap, tapaero;
- десять: ciaec, ciaec aero.

Для десятков такие значения: 
- один (десяток), na;
- два, pac;
- три, coc;
- четыре, noc;
- пять, exllmaetzh;
- шесть, tahaxlltzha;
- семь, ñito;
- восемь, langaess;
- девять, tap.

Использование десятков также отличалось. Например, 10 (десять):
- когда речь шла о деньгах — na ssop;
- о людях, скоте, тростнике, всё, что не относилось к деньгам, плодам или дням — na pong;
- плоды, кукуруза, зерна — na choquixll;
- дни — na caess.

Свыше десяти использовалось вставное слово allo между десятками и единицами, тысячами, сотнями и десятками и т. д.
Сотни:
- 100 — na palaec; 200, pac palaec; 300, coc palaec; 400, noc palaec; 500, exllmaetzh; 600, tzhaclltzha palaec; 700, ñite palaec; 800, langaess palaec; 900, tap palaec. Если речь идет о плодах, кукурузе, зернах, то сотня это — na chiaeng[2].

## Отличия от других языков
Мочика типологически отличается от других основных языков западного побережья Южной Америки — кечуа, аймара и мапудунгуна, и имеет некоторые редкие особенности, в частности:
- падежные показатели присоединяются друг к другу последовательно: суффикс аблатива присоединяется к суффиксу локатива, который, в свою очередь, присоединяется к суффиксу косвенного падежа
- все существительные имеют две основы — посессивную и непосессивную
- суффикс агентивного падежа в основном используется для обозначения агенса в пассивных предложениях
- в глагольной системе все финитные формулы образуются при помощи связки.

## Первоисточники по языку мочика
- Fr. Pedro de Aparicio. Escribió sermones y pláticas, 1553
- Alonso Núñez de San Pedro. Escribió un catecismo, 1585
- Luis Jerónimo de Oré, Ritvale sev Manvale Pervanum, 1607, переиздано в 1896 и 1949
- Luis de Teruel. Vocabulario, 1618?
- Pedro de Prado y Escobar. Arte. 1630?
- Antonio de la Calancha. Crónica moralizadora. 1638, переиздано в 1977.
- Fernando de la Carrera Daza. ARTE DE LA LENGVA YVNGA DE LOS VALLES del Obispado de Truxillo del Peru, con vn Confeffonario, y todas las Oraciones Chriftianas, traducidas en la lengua, y otras cofas. 1644, переиздано в 1880 и 1939. — является первой грамматикой.
- Berbané Cobo. Historia del Nuevo Mundo, 1653, переиздано в 1956.
- Baltasar Jaime Martínez Compañón. Trujillo del Perú a fines del siglo XVIII. 1790. Переиздано в 1948 и 1978. Список из 43 слов.
- Adolf Bastian. Die Culturländer des Alten America, 1878. Список слов и фраз.
- Ernst Wilhlm Middendorf. Das Muchik oder die Chimu-Sprache, 1892. Грамматика.
- Federico Villareal.La lengua yunga o mochica, 1921.
- Hans Heinrich Brüning:
  - Estudios monográficos: Lambayeque, 1922.
  - Estudios monográficos: Olmos 1922
  - Estudios monográficos: Jayanca 1922
  - Mochica Wörterbuch / Diccionario Mochica, 2004